# Belgischer Schäferhund

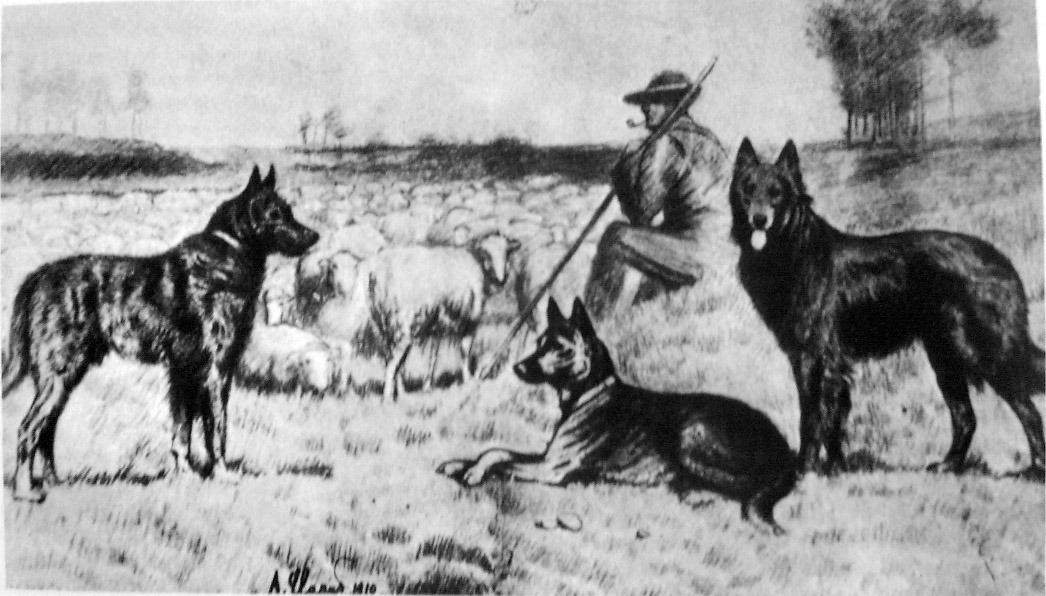
Belgische Schäferhunde 1910, von links nach rechts: Laeken, Malinois, Groenendahl. gezeichnet von A. Clarys

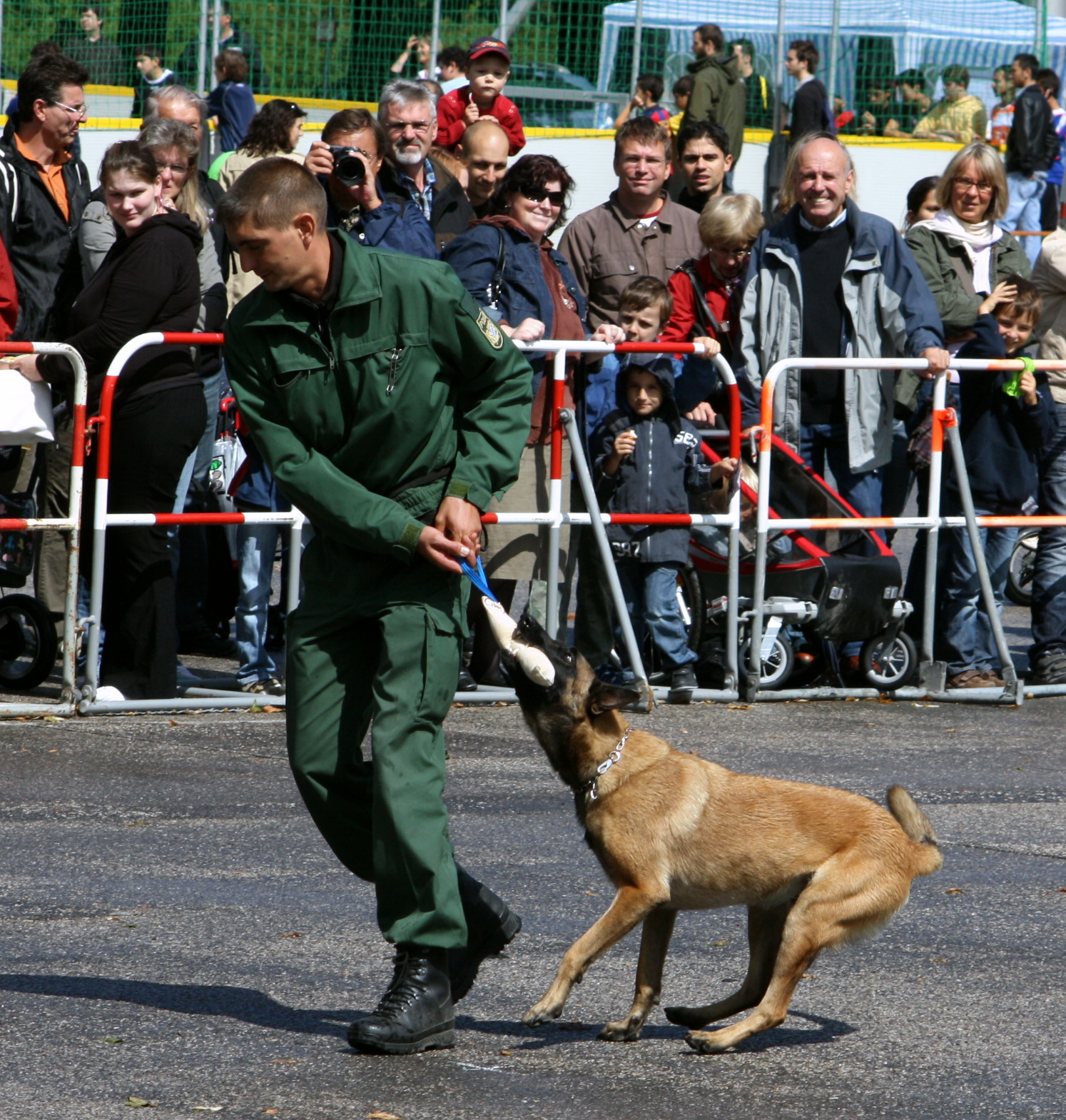
Belgischer Schäferhund als Polizeihund

Als Belgischer Schäferhund werden vier Typen einer im 19. Jahrhundert in Belgien entstandenen Hunderasse bezeichnet. Die Rasse wird von der FCI mit der Standardnummer 15 in Gruppe 1, Sektion 1 geführt.

## Herkunft und Geschichtliches
Belgische Schäferhunde waren vor dem Ende des 19. Jahrhunderts ausschließlich als Arbeitshunde von Schäfern und Bauern bekannt und keine eigenständige Rasse.
Der Club du Chien de Berger Belge wurde am 29. September 1891 in Brüssel von Adolf Reul gegründet. Am 8. Mai 1892 fand in Cureghem die erste Spezialzuchtschau für Belgische Schäferhunde statt. Im selben Jahr wurde auch der erste Standard verfasst. Darin wurden drei Varietäten beschrieben: Langhaar, Rauhhaar und Kurzhaar. Dieser Standard wurde etliche Male geändert bis zum heute gültigen Standard mit vier Varietäten. 1898 wurde von L. Huyghebaert und G. Geudens ein anderer Club gegründet, der Berger Belge Club mit Sitz in Malines (Mechelen). Die diversen Streitigkeiten um Farbe, Haarkleid und andere wichtige Eigenschaften der Rasse überlebte nur der zuletzt gegründete Club. Dieser wurde von der Société Royale Canine St. Hubert (belgischer Dachverband) anerkannt. Wenige Jahre später wurde noch der Königliche Groendendael Club anerkannt. Am 30. März 1990 schlossen sich diese beiden Clubs letztendlich zur Königlichen Union der Klubs für belgische Schäferhunde zusammen.
1901 wurden die ersten Belgischen Schäferhunde im Zuchtbuch eingetragen. Erster offiziell registrierter Hund der Rasse war der Malinois Vos de Polders.
Der Belgische Schäferhund wird in 4 Varietäten gezüchtet:
- Groenendael, langhaarig, schwarz
- Laekenois, rauhaarig, rotbraun (fauve), schwarz gewolkt
- Malinois (Mechelaar), kurzhaarig, rotbraun (fauve), schwarze Maske
- Tervueren, langhaarig, rotbraun (fauve), schwarz gewolkt, schwarze Maske

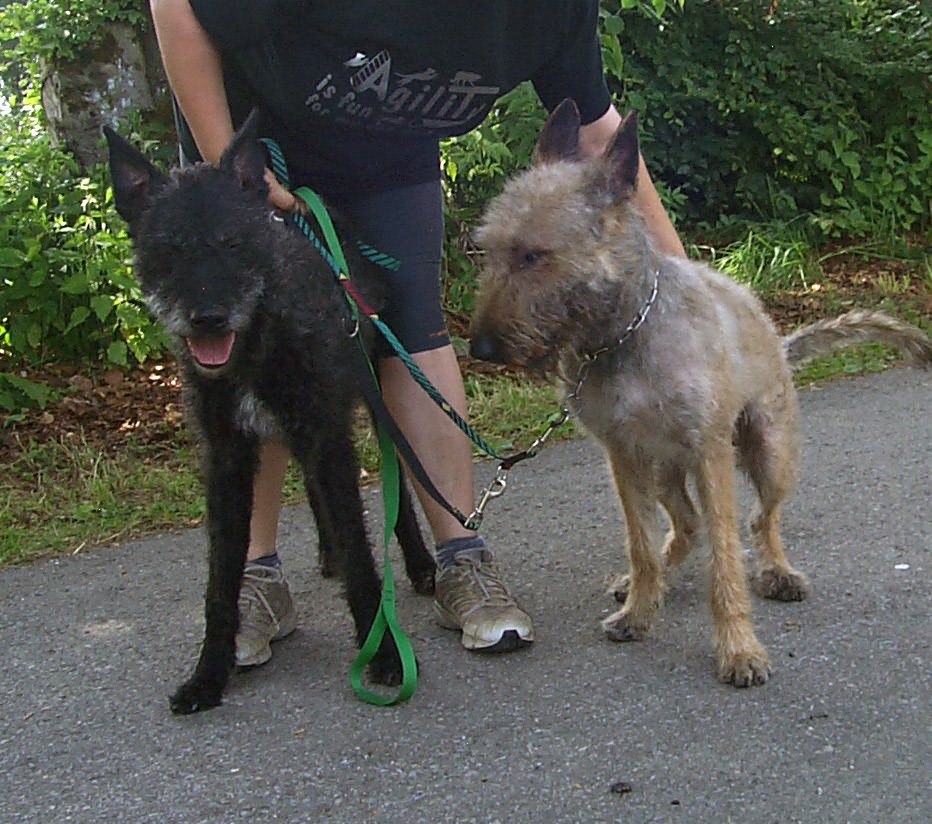
Hollandse Herdershond und Laekenois

Den gleichen Hundetyp gibt es auch im Nachbarland, den Niederlanden: den Hollandse Herdershond.
Körperbau und Aussehen sind so gut wie identisch. Die Belgischen Schäferhunde haben im Gegensatz zum Hollandsen Herderhond ihre Varietäten unterschiedlich benannt. Beim Holländischen Schäferhund werden auch gestromte Hunde gezüchtet. Belgischer und Holländischer Schäferhund stammen etwa aus der gleichen Gegend. Die Trennung der Rassen erfolgte erst, als Belgien sich von den Niederlanden trennte und selbstständig wurde.

## Beschreibung
Der Belgische Schäferhund hat einen leichten Knochenbau und eine elegante Gesamterscheinung. Er trägt seinen Kopf recht hoch (eine Winkelung von fast 90 Grad von Hals zu Rückenlinie im Vergleich zu ca. 45 Grad beim heutigen Deutschen Schäferhund). Sein Kopf soll trocken (eng anliegende Haut) und nicht grob sein. Im Gegensatz zum Deutschen Schäferhund, der von der Seite betrachtet rechteckig, d. h. länger als hoch ist, ist der belgische Schäferhund im Idealfall quadratisch gebaut und wenig gewinkelt. Seine Schulter ist steil abfallend und die Hinterhand sehr wenig gewinkelt, d. h., sie steht eher unter dem Körper. Dadurch ist der Gang des belgischen Schäferhundes weniger „raumgreifend“. Die steile Hinterhandwinkelung erklärt aber auch die Geschwindigkeit und Wendigkeit sowie das herausragende Springvermögen dieses Hundes und zeigt die Zweckmäßigkeit seines „Gebäudes“, also seines Körperbaus, für die vorgesehenen Einsatzzwecke. Am besten sieht man diese Unterschiede zum heutigen Deutschen Schäferhund beim Malinois.

## Gesundheitliches
Für die verschiedenen Varianten des Belgischen Schäferhundes sind in der Literatur unterschiedliche Anfälligkeiten auf Erbkrankheiten beschrieben:
- Groenendael: Epilepsie,[1][2] Abwesenheit des Chiasma opticum.[3][4]
- Malinois: Ellbogendysplasie[5]
- Tervueren: Epilepsie,[1][2][6][7][8] Vitiligo[9][10] und in Populationen in den USA Leukopenie.[11][12]

## Zucht
Obwohl sie alle eine gemeinsame Rasse bilden, dürfen die Varietäten nicht miteinander gekreuzt werden. In Sonderfällen können die nationalen Zuchtverbände Ausnahmen bewilligen.

## Rassehundeausstellungen
Zu Hundeausstellungen enthält der Rassestandard folgende Regelung:

„Die vier Varietäten werden gesondert gerichtet und jede ist zur Erlangung eines CAC, eines CACIB oder der entsprechenden Reserveauszeichnungen berechtigt.“

## Rechtslage
Alle vier Varietäten des Belgischen Schäferhunds stehen in den Schweizer Kantonen Glarus und Tessin auf der Rasseliste der potentiell gefährlichen Hunde; die Haltung ist in diesen Kantonen bewilligungspflichtig.